# Tragédia shakespeariana
William Shakespeare escreveu tragédias desde o início de sua carreira. Uma de suas primeiras peças romanas foi a tragédia Titus Andronicus, que se seguiu mais tarde com Romeu e Julieta.
Contudo, suas mais admiradas tragédias foram escritas entre 1601 e 1608, num período de sete anos. Aqui, inclui-se Hamlet, Otelo, Rei Lear e Macbeth, e também Antônio e Cleópatra e as menos populares Timão de Atenas e Tróilo e Créssida.

## Tragédias
Muitas dessas peças estão ligadas ao conceito aristotélico sobre os fundamentos da tragédia: o protagonista deve ter um caráter admirável, mas imperfeito, e o público precisa compreendê-lo e simpatizar com ele. Provavelmente todos os protagonistas trágicos de Shakespeare são capazes tanto do bem como do mal. Ele sempre insiste no funcionamento da livre vontade.

## Romances trágicos
Romeu e Julieta, Antônio e Cleópatra e Otelo são peças consideradas como romances trágicos . Elas se diferem das outras no sentido de que os amantes dessas não são condenados por si, mas pelo mundo de fora. Nestas tragédias, a morte é quase uma espécie de consumação do amor -- como se o amor não pudesse ter sucesso em ambientes trágicos!

## Lista das tragédias de William Shakespeare
- Romeu e Julieta
- Macbeth
- Rei Lear
- Hamlet
- Otelo
- Titus Andronicus
- A Tragédia de Júlio César
- Antônio e Cleópatra
- Coriolano
- Tróilo e Créssida
- Timão de Atenas
- Cimbelino